# Gerd Aberle
Gerd Aberle (* 30. September 1938 in Stolp, Provinz Pommern) ist ein deutscher Wirtschafts- und Verkehrswissenschaftler. Er ist emeritierter Professor für Volkswirtschaftslehre der Justus-Liebig-Universität in Gießen und hatte sich auf Logistik und Transportmanagement spezialisiert.

## Leben
Gerd Aberle, Sohn von Martha Aberle, geborene Hieby, und des Diplom-Ingenieurs Eugen Aberle, studierte an der Universität Freiburg und an der Universität zu Köln Wirtschafts- und Sozialwissenschaften. In Köln beendete er sein Studium 1962 mit dem bestandenen Examen zum Diplom-Kaufmann. In Köln wurde er 1965 zum Dr. rer. pol. promoviert und 1971 habilitierte er sich dort für das Fach Wirtschaftliche Staatswissenschaften. 1972 bis 1973 war er Wissenschaftlicher Rat und Professor an der Universität Köln.
Im Jahr 1973 wurde er ordentlicher Professor für Volkswirtschaftslehre an der Justus-Liebig-Universität in Gießen. Er erhielt von ihm abgelehnte Rufe an mehrere Universitäten, so 1972 an die Universität Dortmund, 1978 an die TU Berlin, 1989 an die Universität zu Köln. Im Zuge der Wende wurde er zum 15. September 1990 Gastprofessor an der Hochschule für Verkehrswesen in Dresden. Dort war er auch Gründungsdekan vom 1. März 1991 bis 30. September 1992. 1994 wurde er Honorarprofessor an der TU Dresden. Im Januar 2007 erhielt Aberle die Ehrendoktorwürde der TU Dresden.
Bis zu seiner Emeritierung im Jahre 2006 lehrte Professor Aberle in Gießen am Lehrstuhl für Volkswirtschaft.
Gerd Aberle ist evangelisch, lebt in Alten-Buseck, heiratete 1966 Yolande Heilmann und hat eine Tochter (Viola).

## Tätigkeiten
Neben seinen universitären Tätigkeiten war Aberle
- 1989 bis 1991 Mitglied der Regierungskommission Bahn, deren Aufgabe die Vorbereitung der Reform der Bundesbahn war.
- Mitglied des wissenschaftlichen Beirats beim Bundesverkehrsministerium
- Mitglied des Beirats beim Bundesbau- und -raumordnungsministerium
- Vizepräsident der Deutschen Verkehrswissenschaftlichen Gesellschaft in Köln
- Mitglied des wissenschaftlichen Beirates der Gesellschaft für Verkehrsbetriebswirtschaft und Logistik in Frankfurt am Main
- Beiratsmitglied der Bundesvereinigung Logistik in Bremen
- Vorsitzender des Konzernbeirats der Deutschen Bahn AG
- Aufsichtsratsmitglied in verschiedenen Transportunternehmen
- Kurator von AIESEC in Gießen
- Mitherausgeber und Chefredakteur der Zeitschrift Internationales Verkehrswesen
- Mitglied des wissenschaftlichen Beirats des Verbandes Deutscher Verkehrsunternehmen (VDV)
- Vorsitz des wissenschaftlichen Beirats des Innovationszentrums für Mobilität und gesellschaftlichen Wandel (InnoZ GmbH)

## Veröffentlichungen (Auswahl)
- Leistungsanalyse und Kostenrechnung im gebrochenen Verkehr. 1965.
- Die Grundlagen einer ökonomischen Verkehrskoordination unter besonderer Berücksichtigung des Zu- und Ablaufverkehrs der Binnenhäfen. Düsseldorf 1966 (zugleich Dissertation der Universität zu Köln 1965).
- Zur Lösung des Wegekostenproblems. 1970.
- Verkehrsinfrastrukturinvestitionen im Wachstumsprozeß entwickelter Volkswirtschaften. Düsseldorf 1972.
- mit Rainer Willeke: Wege zur Sanierung der Eisenbahn. Die Bundesbahn im internationalen Leistungsvergleich. Frankfurt am Main 1973.
- Wegerechnung, Wegefinanzierung und Straßengüterverkehrssystem. 1980.
- Transportwirtschaft – Einzelwirtschaftliche und gesamtwirtschaftliche Grundlagen. 5. Auflage. München 2009, ISBN 978-3-486-57951-2.
- Wettbewerbstheorie und Wettbewerbspolitik. 1980; 2. Auflage. Stuttgart u. a. 1992, ISBN 3-17-011662-2.
- Verkehrspolitik und Regionalpolitik. 1981.
- Zukunftsperspektiven der Deutschen Bundesbahn. Heidelberg 1988.
- Zukünftige Entwicklung des Güterverkehrs. Sind Sättigungsgrenzen erkennbar? Freiburg i. Br. 2005.